# Dan-Olof Stenlund
Dan Olof Bertil Stenlund, född 25 oktober 1937 i Skellefteå, är en svensk professor och kördirigent.

## Biografi
Stenlund tillträdde tjänsten som professor i kördirigering vid Det Kongelige Danske Musikkonservatorium i Köpenhamn endast 36 år gammal. Han är även lärare i kördirigering vid Musikhögskolan i Malmö samt ledamot av Kungliga Musikaliska Akademien. Han är utbildad vid Musikhögskolan i Stockholm och har avlagt examen som kyrkomusiker, sångpedagog och musiklärare. Han studerade dirigering för Eric Ericson och fortsatte sedan dirigeringsstudier för Leonard Bernstein och Sergiu Celibidache. Dan-Olof Stenlund var kyrkomusiker i Engelbrektskyrkan i Stockholm 1962–1974 där han bedrev en omfattande körverksamhet. Stenlund var också under ett antal år dirigent för KFUM-kören i Stockholm där han efterträdde Martin Lidstam. Dan-Olof Stenlund är en internationellt verksam kördirigent och körpedagog.

## Dirigent
- Norrlandskören
- KFUM:s kammarkör 1957–1974
- Sånggruppen Spiralerna 1961–1965
- Uppsala akademiska kammarkör 1961–1974
- KFUM-kören i Stockholm 1965–1974
- Malmö kammarkör 1975–
- Malmö Symfoniorkesters kör 1975–1993

## Utmärkelser, ledamotskap och priser
- Medaljen Litteris et Artibus av 8:e storleken i guld (GMleta, 2018) för framstående konstnärliga insatser som kördirigent och körpedagog[2]
- Kungliga Musikaliska Akademiens Medaljen för tonkonstens främjande i  guld (MusAGM, 2011)
- Ledamot nr 820 av Kungliga Musikaliska Akademien (LMA, 1978)
- 1977 – Norrbymedaljen
- 1995 – Årets körledare